# 北檜山町
北檜山町（日语：／ Kitahiyama chō */?）是過去位於日本北海道檜山支廳北部的一個城鎮，是北海道唯一以支廳名加上方位命名的町；已於2005年9月1日與瀨棚町、大成町合併為新設立的瀨棚町，現在的新瀨棚町在舊北檜山町的原行政區劃設立合併特例區「北檜山區」。

## 歷史
- 1869年：設置太櫓郡太櫓村、古櫓多村、良瑠石村、鵜泊村。[1]
- 1902年4月1日：東瀨棚村從瀨棚村（後來的瀨棚町）分村。[2]
- 1906年4月1日：太櫓村、古櫓多村、良瑠石村、鵜泊村合併為太櫓村。
- 1953年10月1日：東瀨棚村改制為東瀨棚町。
- 1955年4月1日：瀨棚郡東瀨棚町和太櫓郡太櫓村合併為瀨棚郡北檜山町。
- 2005年9月1日：瀨棚郡瀨棚町、瀨棚郡北檜山町、久遠郡大成町合併為久遠郡瀨棚町。

## 交通

### 鐵路
過去曾有國鐵瀨棚線，但已於1987年3月15日停駛。

### 道路
| 一般國道 - 國道229號 - 國道230號 - 國道276號 | 主要地方道 - 北海道道42號八雲北檜山線 道道 - 北海道道232號今金北檜山線 - 北海道道345號矢淵東瀨棚停車場線 - 北海道道677號小倉山丹羽停車場線 - 北海道道740號北檜山大成線 - 北海道道783號東大里瀨棚停車場線 - 北海道道936號丹羽今金線 |

## 觀光景點

### 觀光
- 玉川公園
- 浮島公園

## 教育

### 高等學校
- 道立北海道檜山北高等學校（页面存档备份，存于）

### 中學校
| - 北檜山町立北檜山中學校 | - 北檜山町立丹羽中學校 | - 北檜山町立若松中學校 |

### 小學校
| - 北檜山町立小倉山小學校 - 北檜山町立北檜山小學校 - 北檜山町立左股小學校 | - 北檜山町立玉川小學校 - 北檜山町立二俣小學校 | - 北檜山町立太櫓小學校 - 北檜山町立若松小學校 |

## 本地出身的名人
- 佐藤孝行：政治家

## 外部連結
- （日語）檜山北部三町合併協議會（页面存档备份，存于）